# Reginaldus Libert
Reginaldus Libert (Reginald of Liebert) (fl. omstreeks 1425 – 1435) was een Franse componist van de vroege renaissance. Hij was een minder belangrijk lid van de zogenaamde Bourgondische School, een tijdgenoot van Guillaume Dufay en een van de eersten om van faux-bourdon in een miszetting gebruik te maken.
Over zijn leven staat weinig bekend. Misschien is hij dezelfde persoon als een zekere Reginaldus die in 1424 zangleraar was van de koorknapen van de kathedraal van Kamerijk.
Vier composities worden als werk van Libert beschouwd. Twee daarvan zijn rondelen, de populaire liedvorm in Frankrijk in die tijd. Beide zijn driestemmig. Enkel de hoogste stempartij heeft een tekst (de andere partijen werden vaak door instrumenten gespeeld, in het bijzonder in de muziek van de Bourgondiërs).
Liberts meest bekende compositie is een driestemmige zetting van een volledige mis. Het is een van de vroegst bewaarde muziekstukken waarin faux-bourdon wordt gebruikt. Een ongewone eigenschap van die mis is dat die niet alleen het misordinarium bevat (Kyrie, Gloria, Credo, Sanctus, Agnus Dei) maar ook het proprium; hierin lijkt het op Dufay’s "Missa Sancti Jacobi", vaak beschouwd als een van de vroegste voorbeelden van faux-bourdon waaraan de componist zelf dat begrip heeft verbonden. Liberts mis gebruikt koraalgezang dat de delen verbindt en van stem tot stem verhuist. Stilistisch hoort deze mis, samen met een aantal andere composities van zijn hand, thuis in de periode rond 1430.
Libert schreef ook een vierstemmige zetting van het Kyrie. Zowel dit enkele misdeel als de volledige mis zijn overgeleverd in de zogenaamde codex van Trente.